# Демонстрация 20 июня 1792 года

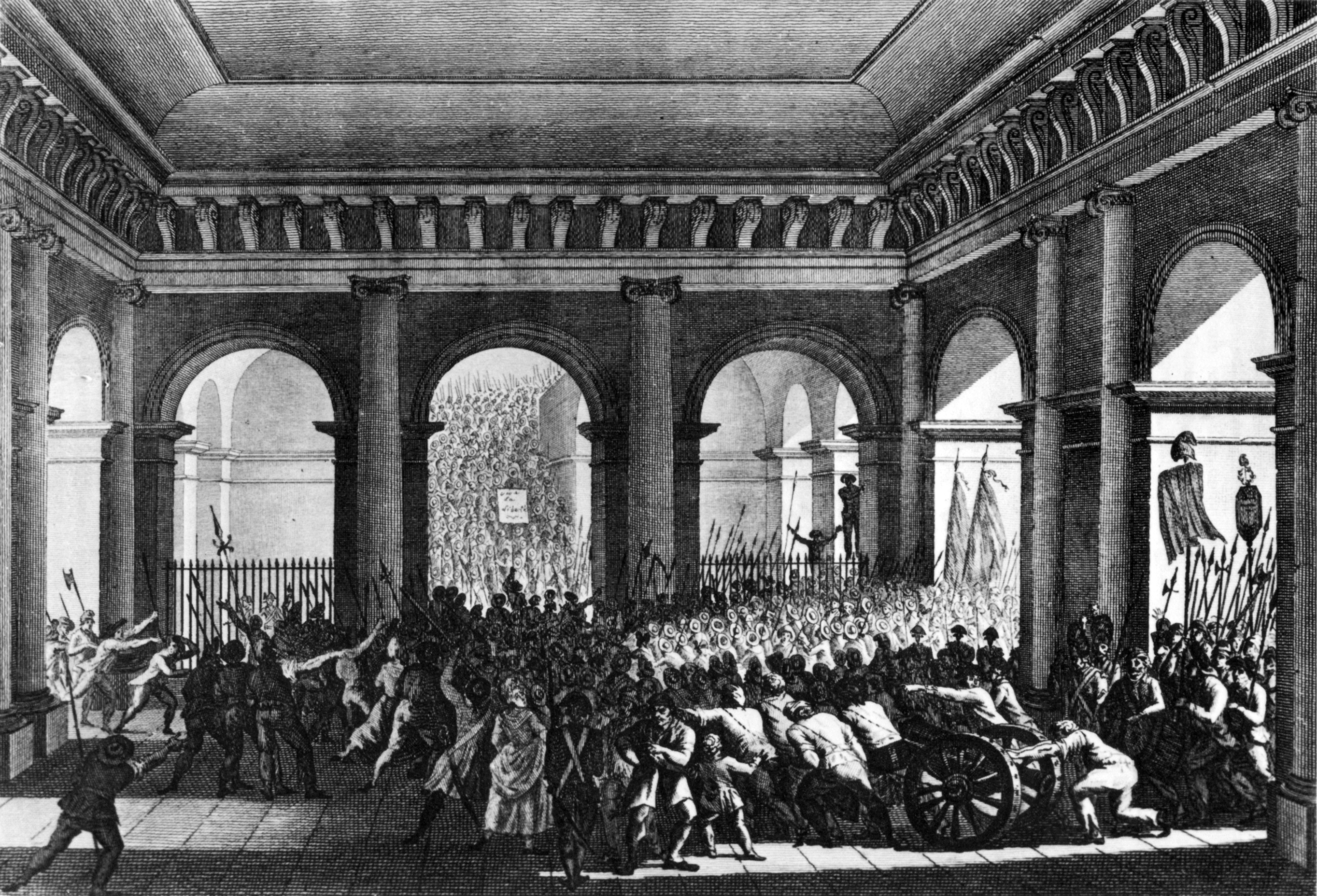
Народ Парижа вторгается во дворец Тюильри 20 июня 1792 года. Офорт П.-Г. Берто. Ок. 1800. BNF

Демонстрация 20 июня 1792 года — народная демонстрация, организованная в Париже по инициативе жирондистов в третью годовщину принятия клятвы в зале для игры в мяч. В ходе этой демонстрации парижане силой вторглись во дворец Тюильри. Итогом демонстрации стало усиление противоречий между революционерами и роялистами, приведшее в конечном счёте к свержению короля 10 августа.

## Предыстория

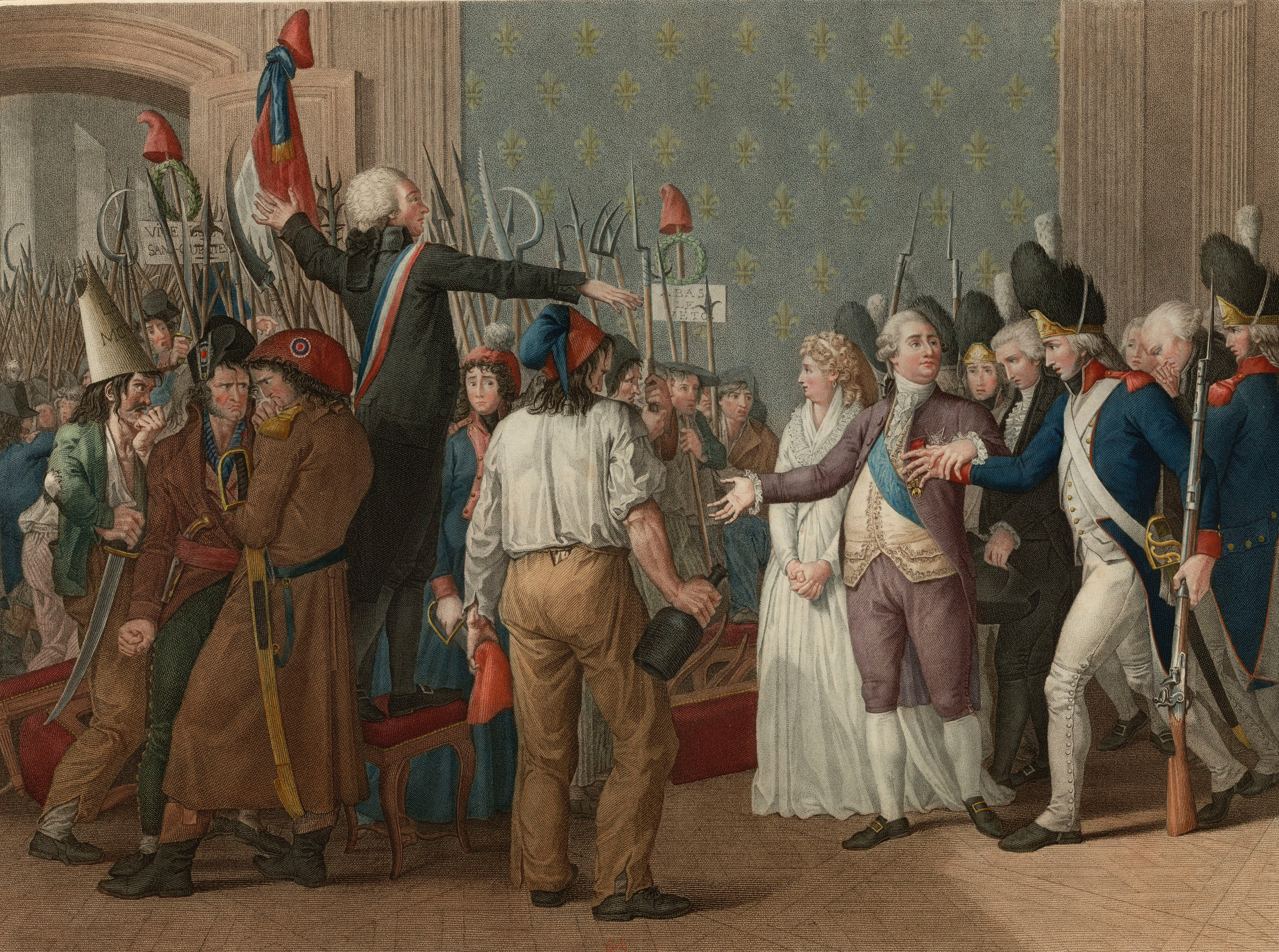
Демонстрация 20 июня 1792 года. Противостояние восставших и Людовика XVI. Гравюра Bouillon et Vérité, 1796

После того, как в апреле 1792 года Законодательное собрание объявило войну королю Богемии и Венгрии, в Париже сложилась обстановка страха, питаемая бездействием армии и подозрениями в адрес дворян — генералов и офицеров. В этой обстановке отставка, данная 13 июня Людовиком XVI министрам-жирондистам Сервану, Ролану и Клавьеру, а также его отказ одобрить декреты Законодательного собрания о неприсягнувших священниках и созыве федератов, наконец, формирование им министерства фельянов, предвещали схватку между сторонниками и противниками революции.
16 июня Лафайет написал Законодательному собранию письмо, в котором изобличал анархию, поддерживаемую, по его словам, якобинцами:

…французской конституции угрожают столь же внутренние мятежники, сколь и внешние враги.
Оригинальный текст (фр.)la constitution française menacée par les factieux de l'intérieur autant que par les ennemis du dehors.

Перед лицом угрозы монархического или фельянского переворота жирондисты постарались опереться на народное движение, сосредоточенное в парижских секциях, пользуясь при этом поддержкой главы Коммуны Парижа Петиона и не считаясь с возражениями Робеспьера и других активных участников демократического движения, которые считали это предприятие преждевременным.

## События 20 июня

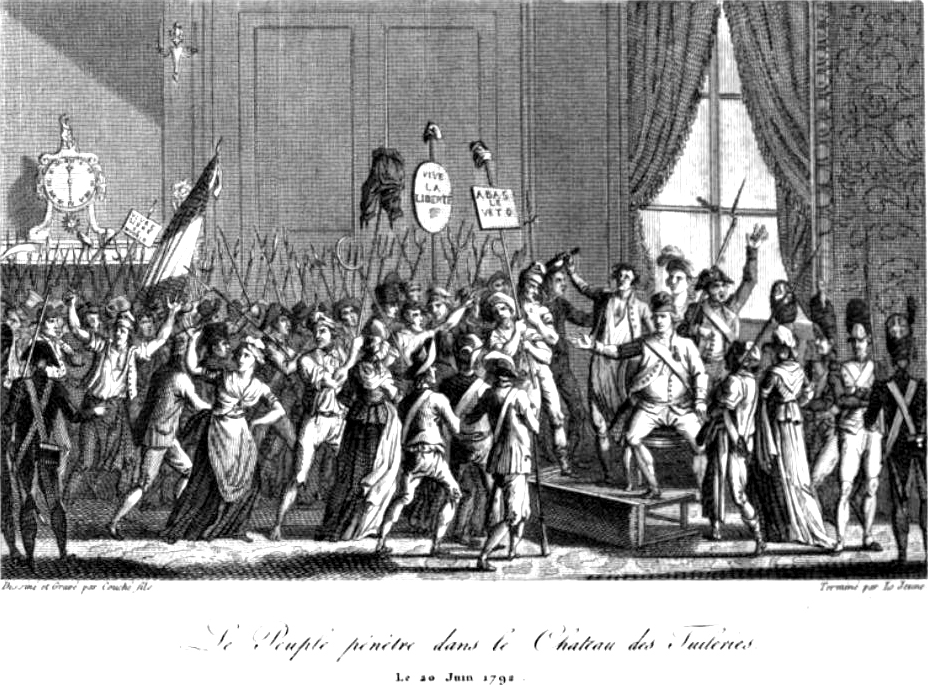
Народ перед Людовиком XVI, одетым во фригийский колпак. Гравюра Le Jeune & Couché fils, 1792

Чтобы смутить контрреволюционеров и заставить короля отозвать своих министров и снять вето с декретов, активисты парижских секций решили в третью годовщину Клятвы в зале для игры в мяч провести вооружённую демонстрацию и подать петиции Законодательному собранию и королю. Коммуна Парижа во главе с Петионом запретила демонстрантам нести оружие, но не запретила само шествие. 20 июня 1792 года от 10 до 20 (согласно Редереру) тысяч жителей предместий со своими предводителями — такими, как пивовар Сантер, биржевой маклер Александр и бывший инспектор мануфактур Лазовский двинулись из предместий Сент-Антуан и Сен-Марсо к зданию Манежа, где заседало Законодательное собрание. Петион приказал вооружённым отрядам национальной гвардии сопровождать шествие, но гвардейцы смешались с демонстрантами.
Придя к Манежу, демонстранты заполнили здание, а бывший таможенный сборщик Югенен зачитал петицию, в которой были жалобы на бездействие армии и исполнительной власти и требование к королю исполнять свои обязанности. Затем толпа окружила Тюильри. Батальоны Национальной гвардии, охранявшие дворец, расступились, а внутренняя охрана разбежалась. Народ ворвался во дворец и в Зале круглых окошек столкнулся с королём, окружённым придворными. По словам Мишеля Вовеля, «со свойственным ему недеятельным мужеством» король в течение двух часов безропотно выносил «дефиле» толпы, согласился надеть фригийский колпак и выпил за здоровье нации, чтобы прервать брань Лежандра, говорившего «Месье, вы предатель, вы постоянно нас обманываете, вы нас опять обманете», но отказался отозвать своё вето и восстановить в должности жирондистских министров, ссылаясь на закон и на конституцию. Около шести часов вечера Петион и муниципальные чиновники добились, чтобы толпа покинула дворец.

## Последствия

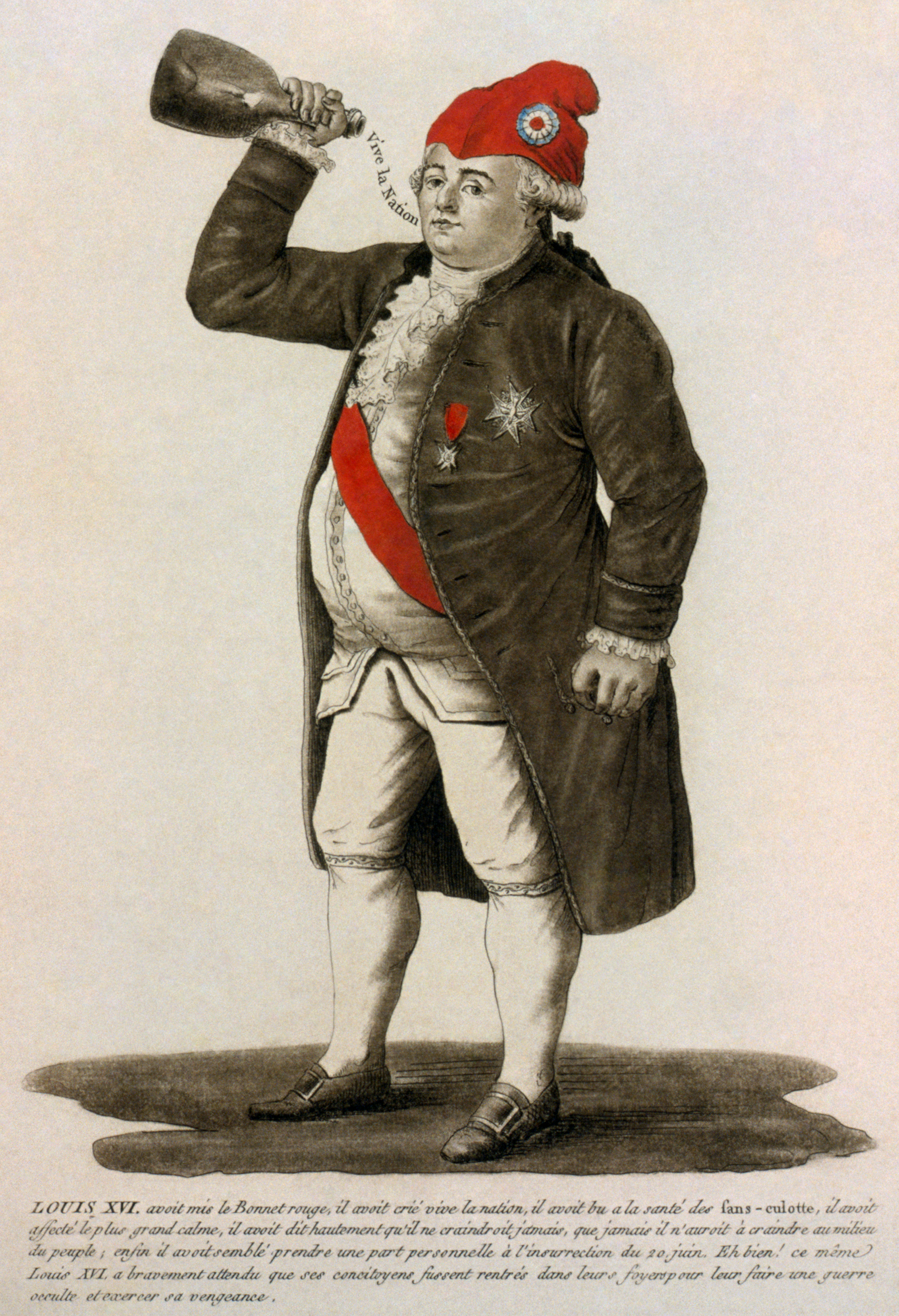
Карикатура на Людовика XVI во фригийском колпаке, пьющего за здоровье нации. Анонимный автор, 1792

Несмотря на то, что ему пришлось перенести унижение, Людовик XVI оставил демонстрантов ни с чем благодаря своему неожиданному упорству и спокойной твёрдости. После этих событий он стал особенно осторожен. Демонстрация усилила роялистскую оппозицию, поскольку буйство толпы и отвага короля повернули общественное мнение в её пользу. Из департаментов в Париж поступали обращения и петиции, осуждавшие демонстрацию. Многие клубы также присылали петиции, враждебные по отношению к королю. Петион был отстранён от должности мэра Парижа.
Лафайет бросил армию и явился в Законодательное собрание, чтобы потребовать принятия мер против якобинцев. Хотя левым не удалось добиться, чтобы Лафайету был объявлен выговор за его акт недисциплинированности, генералу не удалось получить поддержку ни со стороны королевского двора, который ему не доверял, ни со стороны национальной гвардии из буржуазных кварталов. Тогда он предложил королю переехать под его защиту в Компьень, где Лафайет собирал свои войска, но король отказался, надеясь на лучшее.
Что касается жирондистов, пришедших в нерешительность после неудачи демонстрации, их лидеры колебались между изобличением королевской измены в начале июля и искушением сблизиться с королём. Между тем фельяны были дискредитированы своим отказом наказать Лафайета. Связав себя с Людовиком XVI, который старался их не отталкивать, фельяны выступили против подозрений, выдвигаемых против короля, и предложений отстранить его от власти, лишая себя тем самым народной поддержки.
Людовик XVI продолжал надеяться на поворот общественного мнения в его пользу и прибытие прусских войск. Теперь стало ясно, что демонстрация 20 июня будет иметь более сильное продолжение. Бийо-Варенн в Якобинском клубе наметил программу следующего восстания: изгнание короля, чистка армии, избрание Национального конвента, передача права королевского вето народу, депортация всех врагов народа и освобождение беднейших от налогообложения. Эта программа была повторена почти без изменений в манифесте, составленном Робеспьером, и провозглашена в Законодательном Собрании. Вопрос состоял в том, как эта программа будет осуществлена.
Ответ пришел 10 августа 1792 штурмом Тюильри и падением монархии.